# Ометепе
Ометепе (исп. Ometepe) — остров в Центральной Америке.

## География
Остров образован двумя вулканами в озере Никарагуа в Республике Никарагуа. Вулканы Консепсьон и Мадерас соединены перешейком и образовали остров в форме песочных часов. Общая площадь — 276 км². Длина — 31 км, ширина — от 5 до 10 км.
В июне 2010 года признан ЮНЕСКО биосферным заповедником.

## Население
Численность населения 29 684 человек (2005).

## Экономика
Основой экономики является сельское хозяйство и туризм.

## Ссылки

Панорама острова

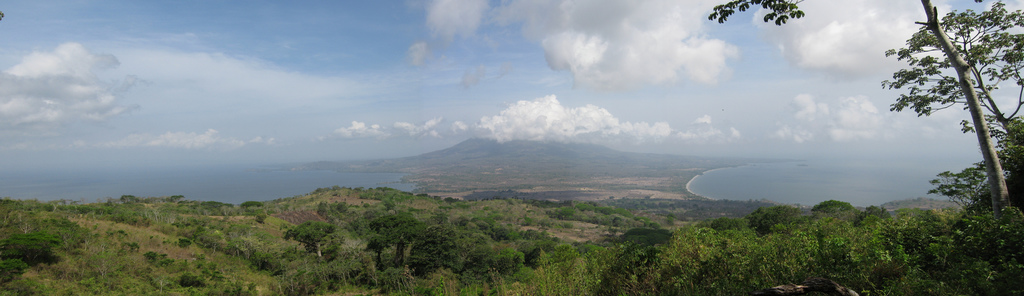
Вид на узкий перешеек, разделяющий остров на две части